# خاویر پینیلوس
خاویر پینیلوس (انگلیسی: Javier Pinillos؛ زادهٔ ۲۶ اکتبر ۱۹۶۹) بازیکن فوتبال اهل اسپانیا است.
از باشگاه‌هایی که در آن بازی کرده‌است می‌توان به باشگاه فوتبال پومفرادینا، باشگاه فوتبال راسینگ سانتاندر، و باشگاه فوتبال زامورا اشاره کرد.